# Pacifigorgia dampieri
Pacifigorgia dampieri är en korallart som beskrevs av Williams och Breedy 2004. Pacifigorgia dampieri ingår i släktet Pacifigorgia och familjen Gorgoniidae. Inga underarter finns listade i Catalogue of Life.